# Spanska inkvisitionen

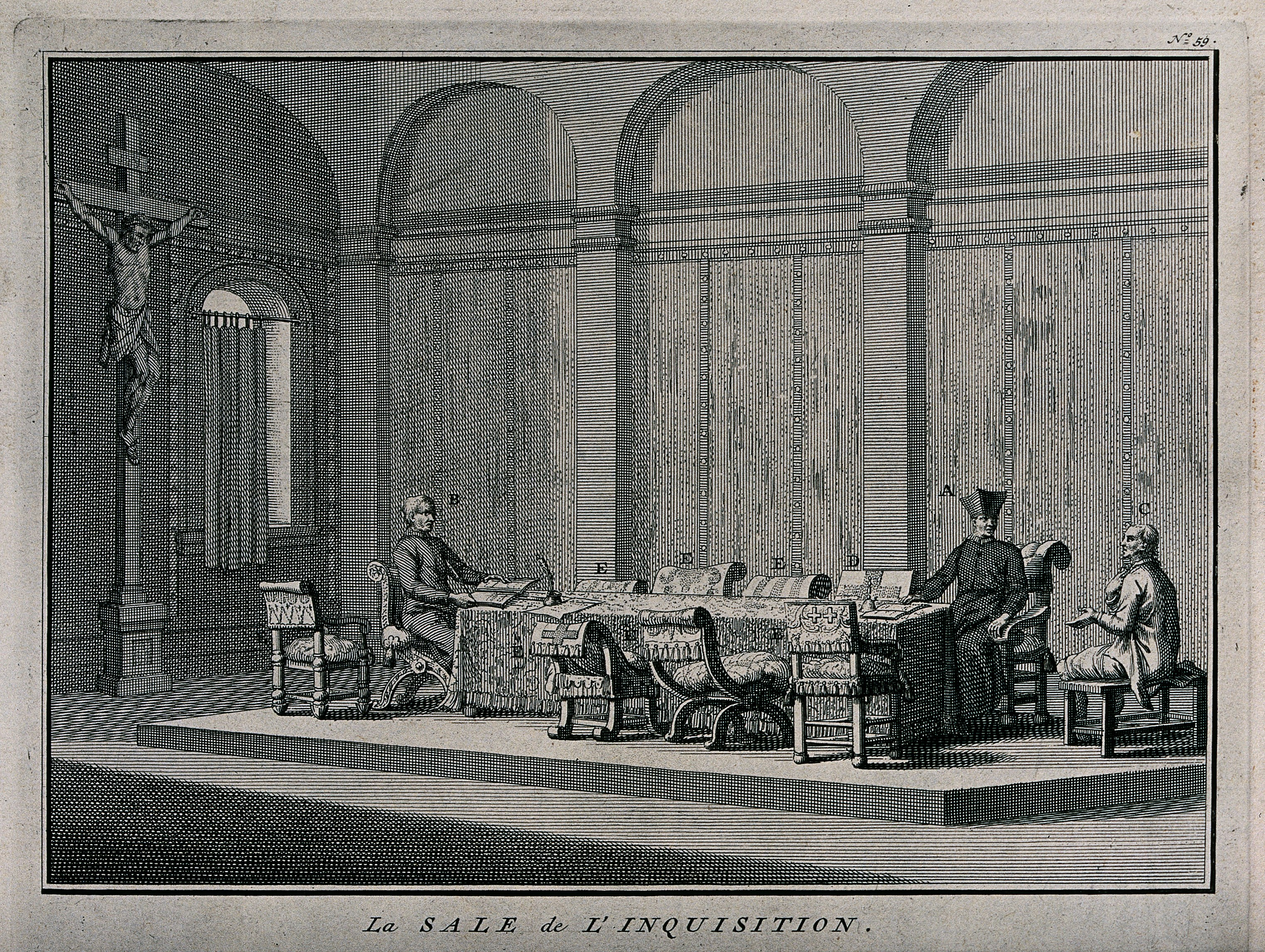
An interrogation room of the Spanish Inquisition with two pr Wellcome V0041642

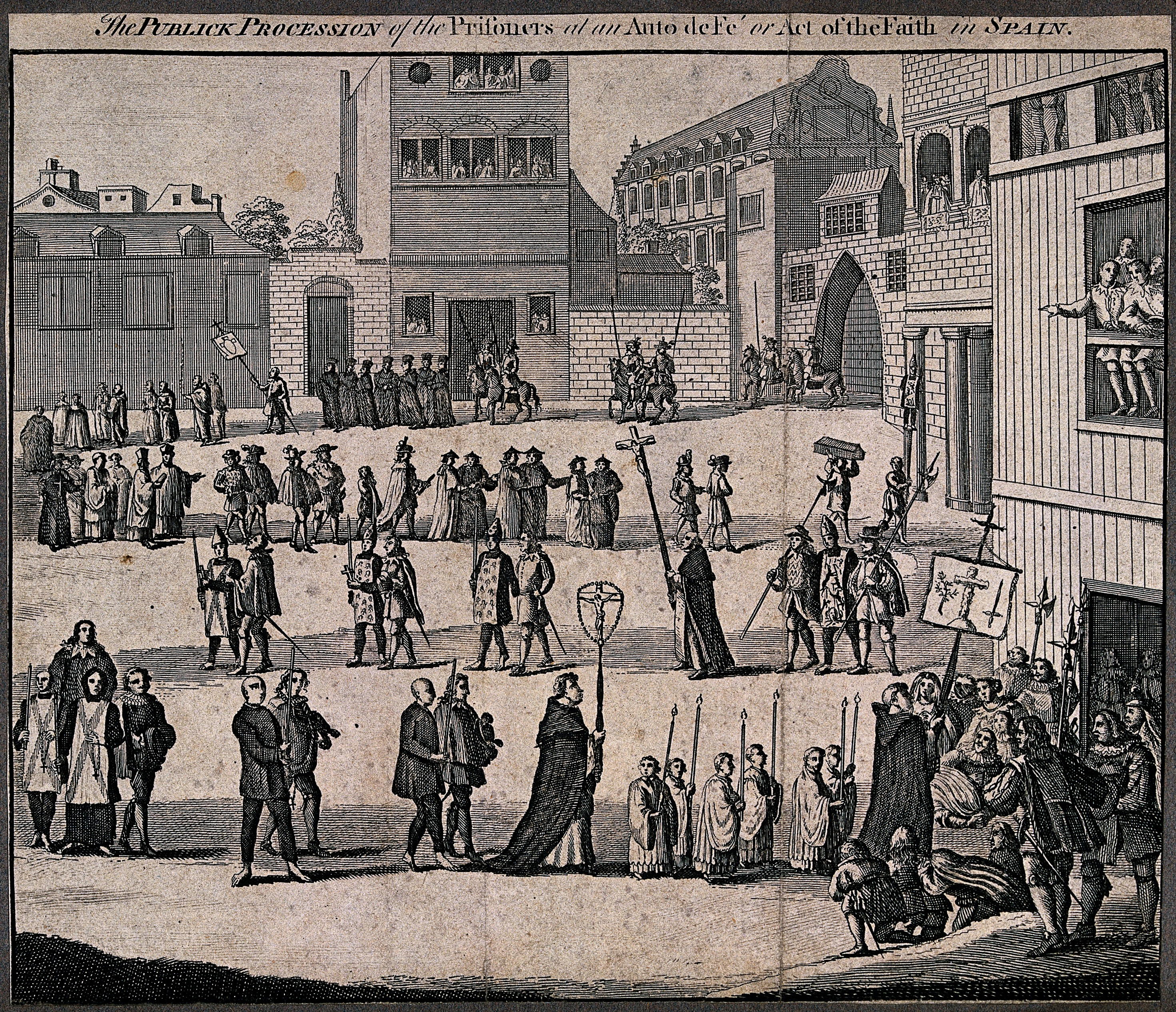
An auto-da-fé procession in a marketplace with priests carry Wellcome V0041649

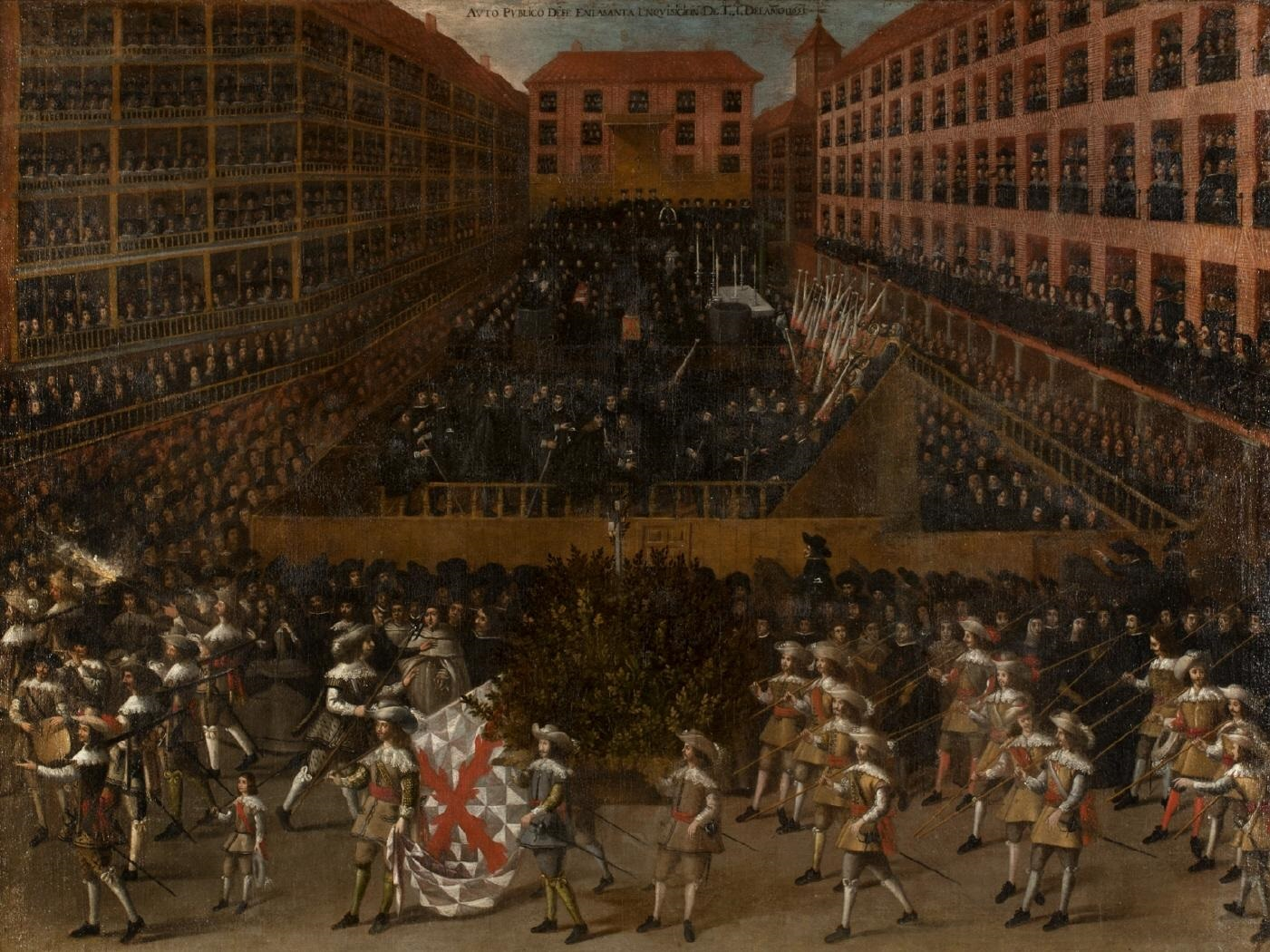
Auto de fe 1656

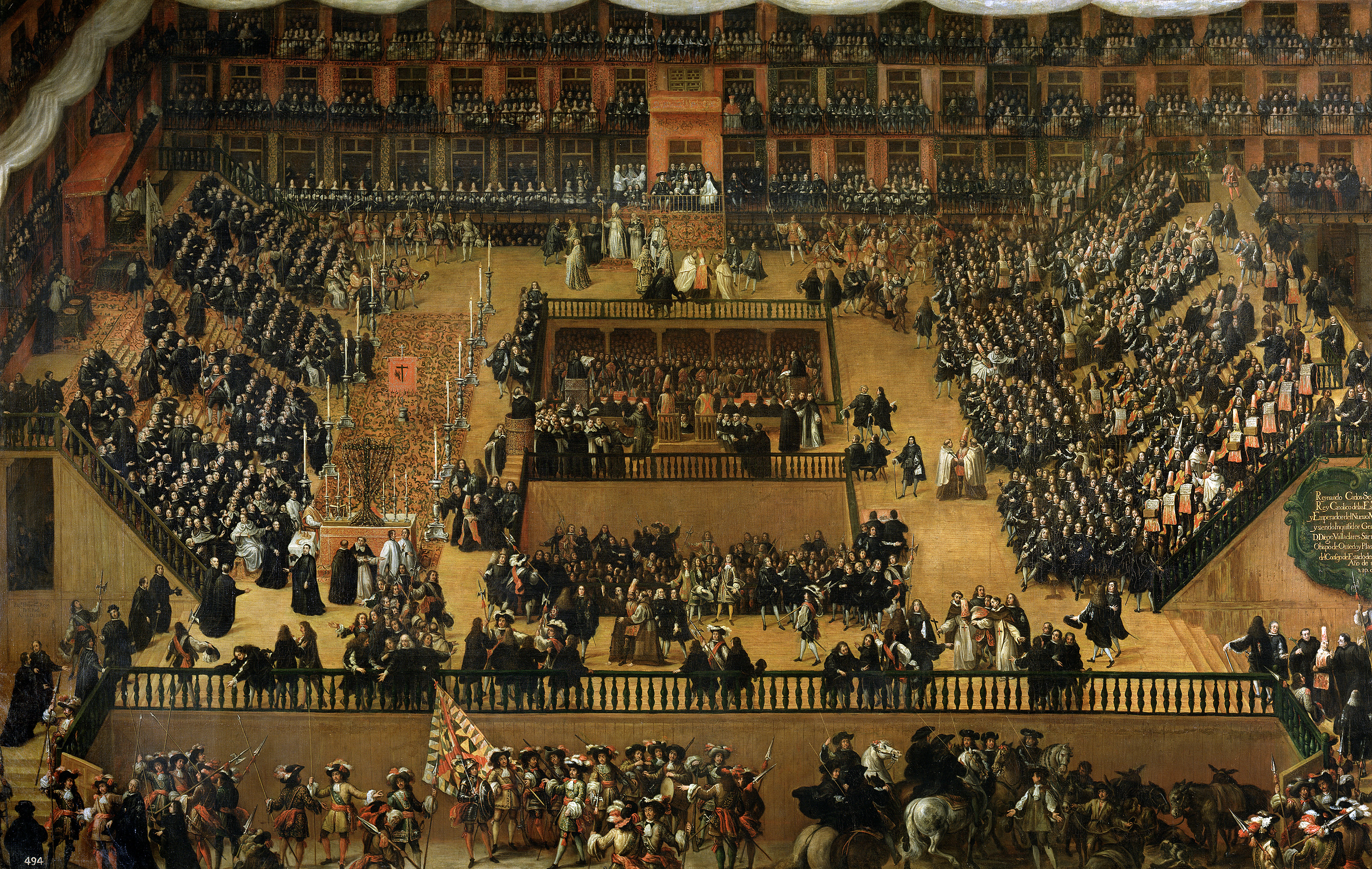
Francisco rizi-auto de fe

Spanska inkvisitionen, var den inkvisition som övervakade den romersk-katolska kyrkans doktrin i Spanien mellan 1478 och 1834.  Den avskaffades av Napoleon I 1808 men återupprättades efter Napoleons fall 1814.  Den var tillsammans med den romerska inkvisitionen och den portugisiska inkvisitionen en av de tre berömda nationella inkvisitioner som avlöste medeltidens tillfälliga inkvisitioner.

## Historia
Inkvisitionen upprättades i hela Spanien genom Ferdinand och Isabella och fick en blandat kyrklig och statlig karaktär. Den var inte enbart avsedd att utrota kätteriet, utan även att förfölja judar och morer och att öka kronans ekonomiska och politiska makt.
I spetsen för inkvisitionen ställdes ett råd för hela riket bestående av generalinkvisitorn och tre andliga bisittare. Närmast under rådet lydde sju apostoliska inkvisitorer och under dem omkring 20 000 tjänare. Alla inkvisitorerna föreslogs av kungen och utnämndes av påven. Den spanska inkvisitionen skilde sig från den påvliga inkvisitionen dels genom den starka centraliseringen, dels genom det lagliga erkännandet av kungens medinflytande.
Institutionen kom i full ordning och verksamhet genom dominikanen Thomas de Torquemada. Som storinkvisitor (1483–99) lät han bränna 2 000–8 000 (olika uppgifter) personer levande, lika många (som lyckats fly) in effigie, samt på andra sätt bestraffa 20 000–90 000 personer. Av hans medhjälpare kan nämnas Pedro de Arbués (från 1484), vars grymhet, som möjligen har överdrivits av traditionen, ledde till att han blev mördad år 1485; han kanoniserades 1867. Sin högsta blomstring nådde inkvisitionen under den berömde kardinal Jimenes som storinkvisitor (1507–17).
Spanska inkvisitionen arresterade och dömde de anklagade, men verkställandet av avrättningen överlämnades som regel till de sekulära myndigheterna. I Spanien var inkvisitionens verksamhet intensiv under motreformationens tid, men intensiteten minskade under 1700-talet. Den sista personen som avrättades som dömd för kätteri av Spanska inkvisitionen var Cayetano Ripoll år 1826. 
1808 ockuperades Spanien av Napoleon I som installerade sin bror Josef Bonaparte som kung av Spanien. Josef avskaffade Spanska inkvisitionen. När den franska ockupationen upphörde och den spanska monarkin återkom 1814, återkom dock även Spanska inkvisitionen. Vid denna tid hade dock en konflikt uppstått mellan kungamakten och ett framväxande liberalt samhälle. När Isabella II kom på tronen 1833, slöt förmyndarregeringen ledd av hennes mor Maria Kristina allians med liberalerna. Den 15 juli 1834 avskaffades Spanska inkvisitionen av regenten Maria Kristina efter en överenskommelse med liberalerna genom kungligt dekret.

### Förföljelse av protestanter
Den protestantiska rörelsens ledare i Spanien var den berömde predikanten och förre kejserlige hovkaplanen Agustín de Cazalla. Våren 1559 blev han, tillsammans med flera andra präster samt några adelsmän och adelskvinnor bränd på bål i Valladolid, Spaniens dåvarande huvudstad. Den 8 oktober samma år ägde där ännu en autodafé rum som bevittnades av kung Filip II, hans unge son Carlos, hela hovet och hundratusentals åskådare. Flera män ur den högsta adeln avrättades vid detta tillfälle.
Storinkvisitorn Fernando de Valdés y Salas, ärkebiskop av Sevilla drev igenom att till och med den spanska kyrkans överhuvud, ärkebiskop Bartolomé de Carranza häktades anklagad för att hysa sympatier för lutherskt kätteri och kastades i fängelse. Inom kort utbröt förföljelsen även mot protestanterna i Andalusien. Deras ledare, domprosten i Sevilla, Constantino Ponce de la Fuente dog i fängelse år 1560. Den protestantiska församlingen i Sevilla liksom i Valladolid upplöstes. Endast i Sevilla bestraffades vid denna tid 800 personer av inkvisitionen på grund av lutherskt kätteri.

### Utanför Spanien
I Portugal, som tidigare endast tycks haft en sporadiskt verksam biskoplig inkvisition, infördes Portugisiska inkvisitionen 1536. År 1609 lyckades inkvisitionen uppnå fördrivandet av alla morisker (omkring 150 000) från Iberiska halvön. 
Även i de spanska och portugisiska kolonierna frodades inkvisitionen. I de spanska kolonierna fungerade Mexikanska inkvisitionen 1572-1820 och Peruanska inkvisitionen 1570-1820.
Införandet av den spanska inkvisitionen i Spanska Nederländerna blev en av orsakerna till det nederländska frihetskriget (1568–1648).

## Galleri

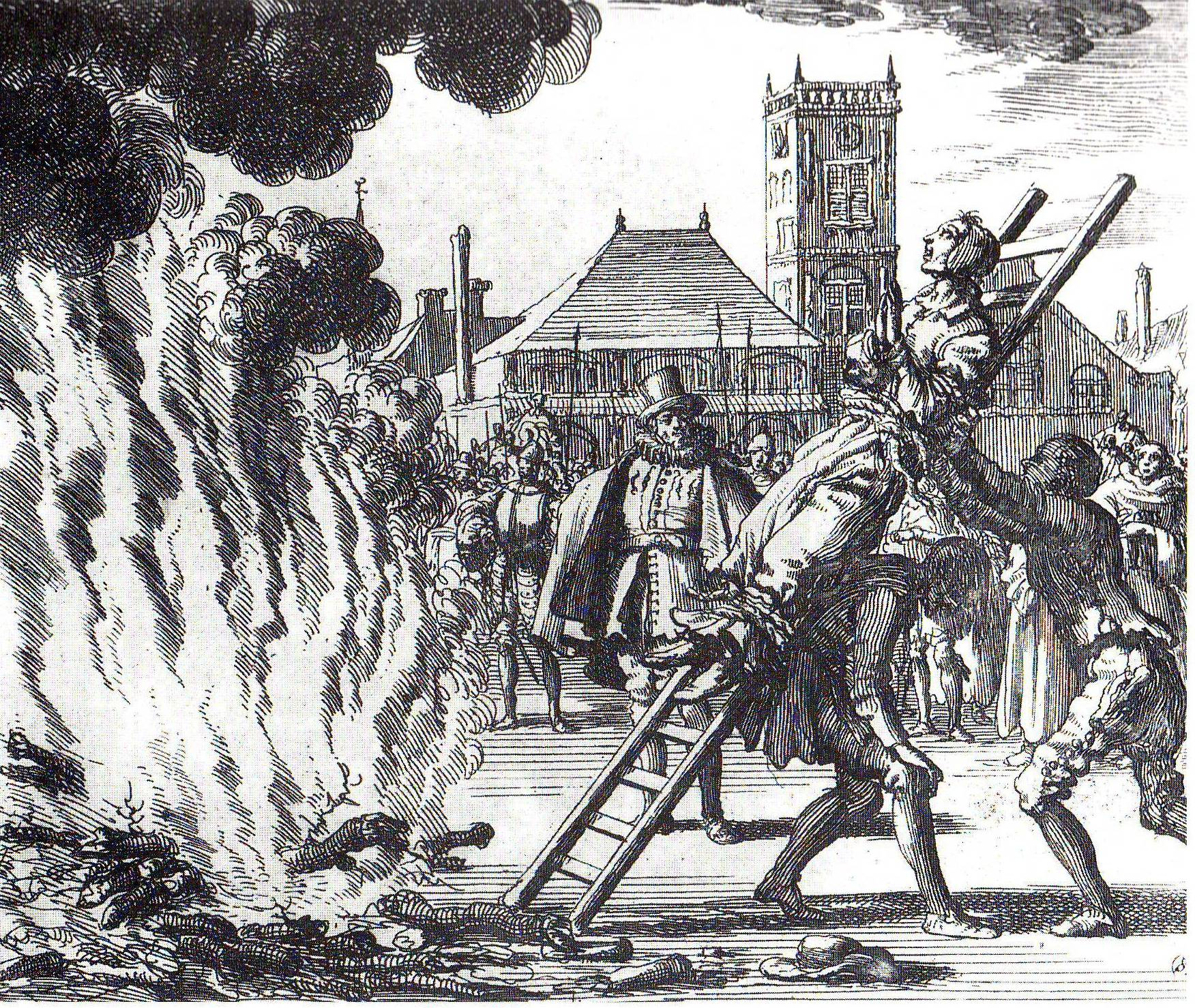
Den nederländska anabaptisten Anneken Hendriks bränns på bål anklagad för kätteri.